# プチまる!
『プチまる!』は、テレビ長崎で2015年3月30日から平日（月 - 金）に放送されている情報番組である。

## 放送時間
- 平日 15:50 - 15:55（2015年3月30日 - 2017年3月31日）
- 平日 16:45 - 16:50（2017年4月3日 - 2020年9月25日）
- 平日 16:20 - 16:25（2020年9月28日 - 2020年9月30日）
- 平日 11:20 - 11:25（2020年10月1日 - ）

## 出演者
- 吉原ゆかり